# Melanie Isakowitz
Melanie Isakowitz (* 21. Dezember 1980  in Potsdam; gebürtig Melanie Wilke) ist eine deutsche Schauspielerin, Voice-over- und Synchronsprecherin.

## Synchronrollen
2023: Navy CIS: Hawaiʻi für Diana Lu als Alana Hale

## Werdegang
Melanie Isakowitz absolvierte ihre Schauspielausbildung von 2007 bis 2010 an dem Europäischen Theaterinstitut Berlin. Am Institut für Schauspiel, Film- und Fernsehberufe bildete sie sich bis 2012 im Lehrbereich «Camera Actors Studio» weiter. In der ZDF-Serie Einsatz täglich – Polizisten ermitteln (2004) war sie erstmals als Fernsehdarstellerin in der Rolle der Grinka Janssen zu sehen. Bis 2008 folgten zahlreiche Engagements für Kurzfilme, in denen sie die weiblichen Hauptrollen verkörperte. In dem Film Thallium (2010) hatte sie die Rolle der Jessica inne, in Luma (2012) die Protagonistin und in Heiter bis tödlich: Akte Ex (2013) die Episodenrolle Nina Sager. Im Oktober 2013 stand sie für die ARD-Serie In aller Freundschaft (2014) vor der Kamera und stellte die Figur der Rebecca Simoni dar. Seit 2007 ist sie auch deutschlandweit als Theaterdarstellerin tätig.
Neben ihrer Tätigkeit als Schauspielerin ist Isakowitz auch als Synchronsprecherin aktiv. In Supernatural (2011) sprach sie verschiedene Rollen, in der Dramedy-Serie Parenthood (2012) Gina, in Dr. Dani Santino – Spiel des Lebens (2012) Zoe und in Parks and Recreation (2012) Susan. Bianca Lawson lieh sie ihre Stimme in der Serie Pretty Little Liars (2012–2013) als Maya St. Germain. In der Anime-Serie Psycho-Pass (2014) synchronisierte Isakowitz Mika Shimotsuki und ab der dritten Staffel Shelley Hennig als Malia Tate in Teen Wolf (2014). In der Anime-Serie Shigatsu wa Kimi no Uso – Sekunden in Moll (2014–2015) spricht sie Nao Kashiwagi. In der Anime-Serie Tokyo Ghoul (2015) spricht sie Haru. 2016 war sie die deutsche Stimme der Lady Flora Hastings, die in der großen britischen Historienserie Victoria von Alice Orr-Ewing dargestellt wurde.
Melanie Isakowitz studierte an der Universität Potsdam Pädagogik, Anglistik sowie Germanistik und schloss die Studiengänge mit einem Staatsexamen ab.